# Вировский сельский совет (Конотопский район)
Вировский сельский совет (укр. Вирівська сільська рада) — входит в состав Конотопского района Сумской области Украины.
Административный центр сельского совета находится в с. Вировка.

## Населённые пункты совета
- с. Вировка
- пос. Заводское
- с. Лысогубовка
- пос. Питомник
- с. Сарнавщина
- с. Таранское